# نادي أعالي الفرات
نادي أعالي الفرات الرياضي هو فريق كرة قدم عراقي مقره في الفلوجة، الأنبار، يلعب في الدوري العراقي الدرجة الثالثة.

## روابط خارجية
- نادي أعالي الفرات الرياضي على موقع Goalzz.com
- أندية العراق - تواريخ التأسيس